# Brent Morel
Pour les articles homonymes, voir Morel.
Brenton Andre Morel (né le 21 avril 1987 à Bakersfield, Californie, États-Unis) est un joueur de troisième but des Orix Buffaloes de la Ligue Pacifique du Japon. 
Il évolue dans la Ligue majeure de baseball de 2010 à 2015 pour les White Sox de Chicago et les Pirates de Pittsburgh.

## Carrière

### White Sox de Chicago
Joueur des Mustangs de l'Université d'État polytechnique de Californie à San Luis Obispo, Brent Morel est repêché en juin 2008 par les White Sox de Chicago au troisième tour de sélection.
Il débute en 2008 dans le réseau de clubs-école des White Sox en ligue mineure, où sa moyenne au bâton s'élève régulièrement au-dessus des 0,300. Ses qualités défensives au troisième but attirent également l'attention du club des Ligues majeures.
Rappelé par les White Sox en fin de saison 2010, il dispute son premier match en Ligue majeure le 7 septembre face aux Tigers de Detroit. Le 10 septembre, il obtient son premier coup sûr au plus haut niveau, un circuit contre le lanceur des Royals de Kansas City, Bruce Chen. 
Morel joue sa saison recrue comme joueur de troisième but des White Sox en 2011 et obtient 10 circuits et 41 points produits en 126 matchs. Il ne dispute que 47 matchs des Sox dans les deux années suivantes, soit 35 en 2012 et 12 en 2013.

### Pirates de Pittsburgh
Le 23 décembre 2013, Morel est réclamé au ballottage par les Blue Jays de Toronto. Alors que débutent les camps d'entraînement en prévision de la saison 2014, Morel est à nouveau réclamé au ballottage, cette fois par les Pirates de Pittsburgh le 24 février suivant.
Il dispute 23 matchs des Pirates en 2014, puis seulement trois en 2015. Sa moyenne au bâton s'élève à seulement ,196 au cours de son séjour à Pittsburgh, avec 9 coups sûrs dont 3 doubles.

### Japon
En décembre 2015, Morel rejoint les Orix Buffaloes de la Ligue Pacifique du Japon.

## Statistiques
| Saison | Équipe     | G  | AB | R | H  | 2B | 3B | HR | RBI | SB | BA    |
| ------ | ---------- | -- | -- | - | -- | -- | -- | -- | --- | -- | ----- |
| 2010   | Chicago WS | 21 | 65 | 9 | 15 | 3  | 0  | 3  | 7   | 2  | 0,271 |
| Totaux | Totaux     | 21 | 65 | 9 | 15 | 3  | 0  | 3  | 7   | 2  | 0,271 |

Note : G = Matches joués ; AB = Passages au bâton; R = Points ; H = Coups sûrs ; 2B = Doubles ; 3B = Triples ; 
HR = Coup de circuit ; RBI = Points produits ; SB = Buts volés ; BA = Moyenne au bâton.